# Svartgrå fjällmätare
Svartgrå fjällmätare (Glacies coracina) är en fjärilsart som först beskrevs av Eugen Johann Christoph Esper 1805.  Svartgrå fjällmätare ingår i släktet Glacies, och familjen mätare. Arten är reproducerande i Sverige.

## Bildgalleri

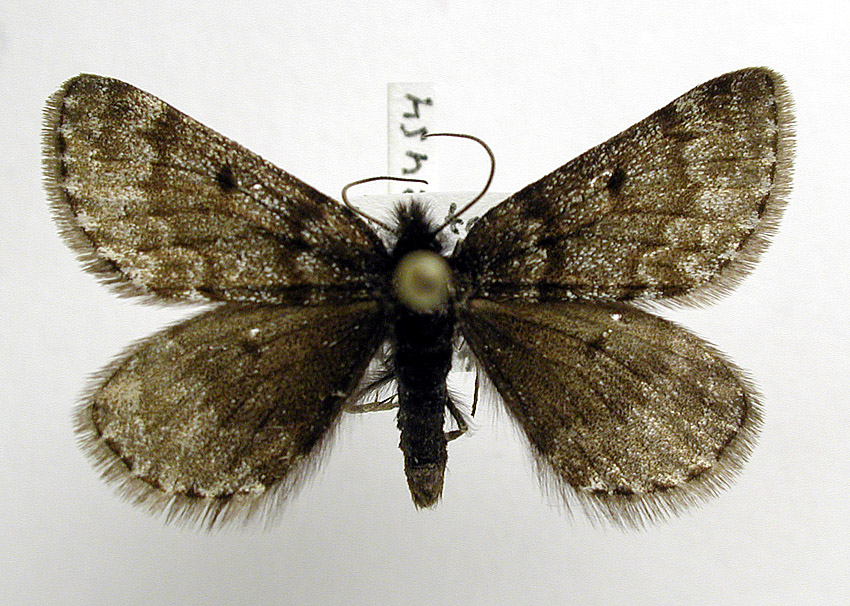
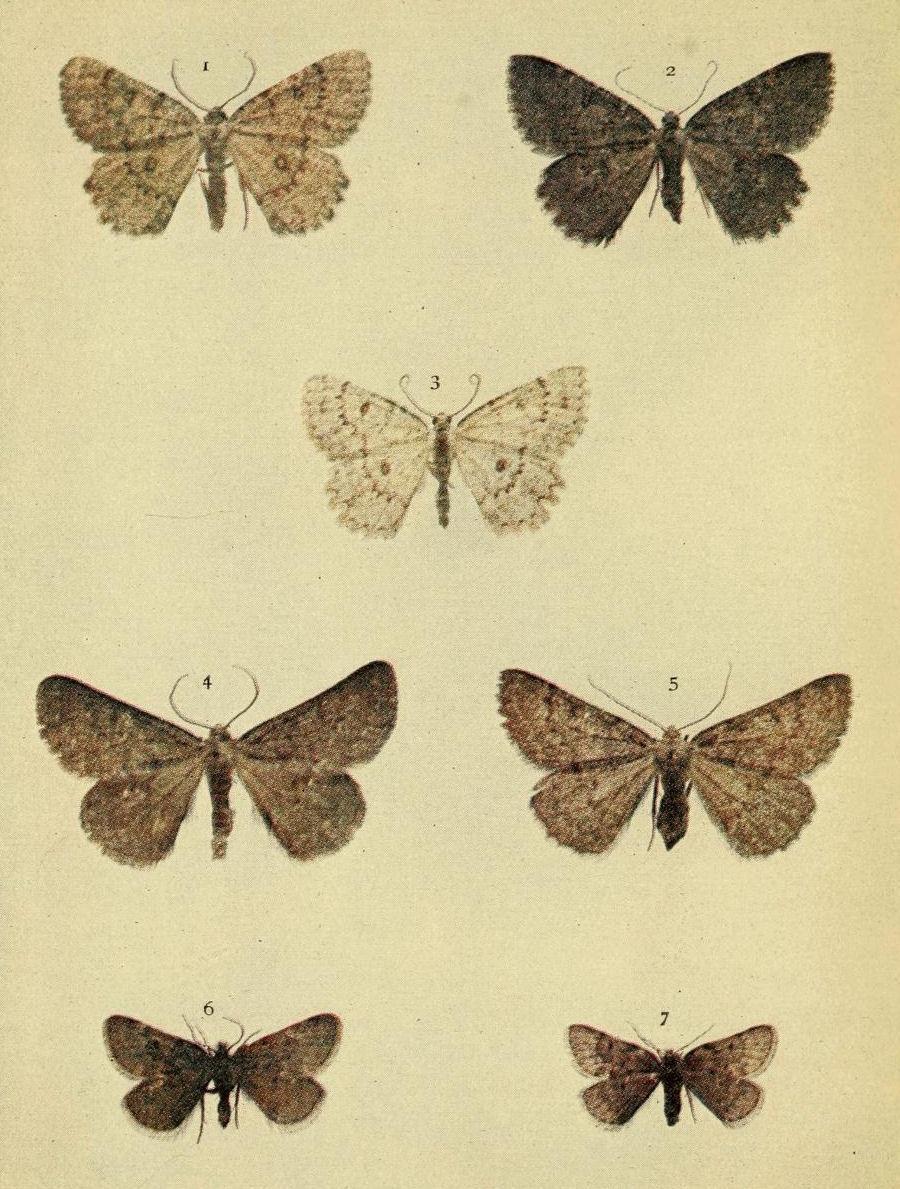